# Pristidia
Pristidia là một chi nhện trong họ Clubionidae.